# Marginella caterinae
Marginella caterinae is een slakkensoort uit de familie van de Marginellidae. De wetenschappelijke naam van de soort is voor het eerst geldig gepubliceerd in 1991 door Bozzetti.